# Loi de Gall
La Loi de Gall est une règle empirique proposée dans la parodie de John Gall (en), SystemANTICS (en): How Systems Really Work and How They Fail (Comment les systèmes fonctionnent réellement et comment ils échouent, 1975) :

« Un système complexe qui fonctionne se trouve invariablement avoir évolué depuis un système simple qui fonctionnait. La proposition inverse se révèle également exacte : Un système complexe développé de A à Z ne fonctionne jamais et vous n'arriverez jamais à le faire fonctionner. Vous devez recommencer depuis le début, en commençant par un système simple. »

— (p. 71)
SystemANTICS est une parodie d'autres travaux sur la théorie des systèmes et la sémantique générale par Ludwig von Bertalanffy et Alfred Korzybski.
Bien que surnommée « Loi de Gall » par certains, la citation exacte n'est pas qualifiée comme telle dans l'ouvrage d'origine. La parodie cite la Loi de Murphy et le Principe de Peter et est remplie de locutions similaires.
Bien que la citation puisse sembler soutenir les mérites des systèmes simples, elle est précédée de l'affirmation « Un système simple peut fonctionner ou ne pas fonctionner » (p. 70).